# Andrzej Świątoniowski
Andrzej Józef Świątoniowski (ur. 3 sierpnia 1948 w Krakowie, zm. 14 kwietnia 2021) – polski specjalista budowy i eksploatacji maszyn, prof. dr hab. inż.

## Życiorys
W 1972 ukończył studia na  Wydziale Maszyn Górniczych i Hutniczych Akademii Górniczo-Hutniczej w Krakowie. Następnie rozpoczął pracę na macierzystej uczelni. W 1977  obronił pracę doktorską Zjawiska dynamiczne w konwencjonalnych klatkach walcowniczych. 22 lutego 1993 habilitował się na podstawie rozprawy zatytułowanej Analiza współzależności pomiędzy drganiami walcarki a przebiegiem procesu. W 1997 został zatrudniony jako profesor nadzwyczajny AGH. 22 października 2007 uzyskał tytuł profesora w zakresie nauk technicznych. Pracował w Katedrze Systemów Wytwarzania na Wydziale Inżynierii Mechanicznej i Robotyki Akademii Górniczo-Hutniczej im. Stanisława Staszica w Krakowie, był też zatrudniony na stanowisku profesora w Instytucie Politechnicznym Państwowej Wyższej Szkole Zawodowej w Krośnie.
Był członkiem Sekcji Teorii Procesów Przeróbki Plastycznej Komitetu Metalurgii PAN. Został odznaczony Medalem Komisji Edukacji Narodowej.
W swoich badaniach zajmował się początkowo procesami walcowania, następnie zagadnieniami związanymi z przeróbką plastyczną nowych materiałów konstrukcyjnych o wysokich właściwościach wytrzymałościowych na potrzeby przemysłu lotniczego i samochodowego.